# Wilmette
Wilmette är en ort (village) vid Lake Michigan i Illinois, USA med 27 087 invånare (2010). Wilmette ingår i New Trier Township i Cook County och ligger inom Chicagos storstadsområde.
I Wilmette finns det bahá'í-tempel (Tillbedjans hus) som anlagts för den nordamerikanska världsdelen och som är omgiven av ett utbildningscenter, ett bokförlag och andra institutioner som främst servar cirka en miljon bahá'í-troende i Kanada och USA.
Wilmette utsågs år 2007 av tidningen Business Week till den sjunde bästa staden i USA att fostra sina barn i.